# Sajószentpéter
Sajószentpéter (littéralement : Saint Pierre du fleuve salé) est une ville et une commune du comitat du Borsod-Abaúj-Zemplén en Hongrie. En 2015, elle compte 11 679 habitants.
La ville possède un hameau qui s'appelle Dusnokpuszta.

## Géographie
La ville est située à 13 kilomètres de Miskolc, non loin du confluent des rivières Sajó et Bódva. 

## Histoire
Sajószentpéter a été mentionné pour la première fois en 1281 sous le nom de Szentpéter (Saint Pierre). Le village était un domaine royal, il appartenait d'abord au manoir de Diósgyőr, puis à Dédes. Il a été détruit lors des batailles hussites et repeuplé à partir de 1466. 
Lors du XVIIe – XVIIIe siècle, le village appartenait à plusieurs familles nobles, dont les Rákóczi et les Losonczy.
De 1886 à 1950, il a également été le siège du district, mais après cela, son rôle central a régressé car il a été largement repris par la ville voisine Kazincbarcika. Sajószentpéter a été déclarée ville en 1989.

## Économie
À partir du XIXe siècle, l'industrie devient un secteur dominant de l'économie locale : des mines de charbon sont ouvertes puis une verrerie est construite. Les mines et l'usine de verre ont été fermées en 1999, cela a engendré un sérieux problème de chômage.

## Transports en commun
La ville est traversée par la route nationale 26 et connectée à la ligne ferroviaire Miskolc - Bánréve - Ózd. 
Un grand nombre de lignes de bus traversent la ville et permettent de se rendre dans les communes et villes voisines :
- 3754 - Miskolc/Sajóbábony-Sajószentpéter-Varbó
- 3756 - Miskolc(Diósgyőr)-Varbó-Sajószentpéter-Kazincbarcika
- 3761 - Miskolc-Sajóbábony-Sajószentpéter-Kazincbarcika
- 3765 - Miskolc-Sajóbábony-Sajószentpéter-Kazincbarcika
- 3770 - Miskolc-Kazincbarcika-Putnok-Ózd-Borsodnádasd
- 4050 - Kazincbarcika-Sajószentpéter-Kondó-Varbó
- 4051 - Sajószentpéter-Alacska
- 4098 - Sajószentpéter(Dusnok)-Berente

## Personnages célèbres
- Lea Gottlieb, créatrice de mode et femme d'affaires israélienne, y est née.

## Enseignement
- Centre social régional et crèche de Sajószentpéter
- Maternelle centrale
- Maternelle de la rue Semmelweis
- École primaire Lajos Kossuth
- École primaire Ferenc Móra
- École professionnelle Pattantyús Ábrahám Géza

## Édifices et lieux d'intérêt
L'ancien noyau de peuplement de la ville est l'actuelle place Kálvin. 
Le bâtiment le plus beau et le plus significatif de la place est l'église réformée construite au XIVe siècle, à l'origine de style gothique, qui présente aujourd'hui des éléments de style Renaissance et baroque (13, place Kálvin).
Dans l'angle ouest de la place (43 place Kálvin) se trouve le lieu de naissance du poète, traducteur et vicomte du Borsod, József Lévay (1825–1918). Son ancienne maison est aujourd'hui un site commémoratif. Une plaque encore visible sur la maison a été posée le 12 septembre 1927. Sur celle-ci on peut lire: «Le 18 novembre 1825, József Lévay est né dans cette maison, notre grand poète à la mémoire immortelle, membre de l'Académie hongroise des sciences, greffier en chef et adjoint général du comté de Borsod. Avec une grâce reconnaissante à sa mémoire, Sajószentpéter." La maison commémorative peut être visitée gratuitement du lundi au vendredi de 7 h à 15 h ou le week-end sur arrangement préalable.
Juste à côté du lieu de naissance du poète se trouve l'ancien atelier du forgeron. C'est un beau monument d'architecture folklorique du XVIIIe siècle avec son foyer face à la rue et sa voûte en verre tchèque appuyée sur deux colonnes de pierre. Aujourd'hui, le cercle des beaux-arts Pál László local opère dans la maison.
Le manoir de la famille Gedeon (2 place Kálvin) a probablement été construit en 1770 par Gedeon Kelemen, qui a reçu le statut de noble en 1749. Le manoir est dans le style baroque tardif. Aujourd'hui encore, il abrite l'école professionnelle Pattantyús-Ábrahám Géza.
La mairie actuelle se situe au 4 place Kálvin.
Autres bâtiments majeurs :
- La maison de campagne
- Église catholique romaine (22 rue Kossuth)
- Église gréco-catholique (22 rue Vörösmarty)
- Musée minier en plein air

## Villes jumelées
- Dobsina, Slovaquie (2000)
- Kobiór, Pologne (1997)
- Šternberk, Tchéquie